# Čače
Čače (nemško Saak) je naselje v Občini Čajna v Okraju Beljak-dežela na Koroškem v Avstriji.